# Międzynarodowy Festiwal Pétanque
Międzynarodowy Festiwal Pétanque – kilkudniowa impreza rekreacyjno-sportowa pétanque z udziałem gości zagranicznych. Organizowana jest pod auspicjami Polskiej Federacji Pétanque. Obecnie (2012) w Polsce organizowane są trzy tego typu imprezy – jedna na północy i dwie na południu kraju.

## Żywiec
Impreza pod nazwą Międzynarodowy Festiwal Gry w Boules po raz pierwszy zorganizowana została w Żywcu w roku 2002. Okazją do jego zorganizowania było założenie Polskiej Federacji Pétanque. W roku 2003 świętowano wejście PFP do struktur Międzynarodowej Federacji Pétanque i Gry Prowansalskiej. Od tamtego czasu nieprzerwanie na przełomie lipca i sierpnia organizowane są kilkudniowe zawody (trzy lub cztery dni) z udziałem gości ze Słowacji, Czech, Szkocji, Holandii, Austrii, Ukrainy, Rosji, Francji, Izraela czy USA.
W roku 2007 polskie obchody stulecia pétanque miały miejsce właśnie w Żywcu. Rozegrany został wówczas turniej tripletów.

## Jedlina-Zdrój
Kolejnym ośrodkiem, który trzy lata później, w roku 2005 zaczął organizować podobną imprezę, jest Jedlina-Zdrój. Festiwal organizowany jest na przełomie kwietnia i maja. Jest on imprezą krótszą od festiwalu w Żywcu, bo trwającą dwa lub trzy dni. W ramach festiwalu rozgrywane są turnieje tripletów i dubletów. 30.04 – 01.05 2011 odbył się siódmy Międzynarodowy Festiwal Pétanque. W dniach 27–29.04 2012 miała miejsce jego VIII edycja. Turniej dubletów (29.04) był imprezą najsilniej obsadzoną drużynami (58) w historii Festiwalu. Było to dość nieoczekiwane zjawisko, gdyż w rozgrywkach wzięli udział gracze tylko z kilku ośrodków petanque w Polsce (Boguszów-Gorce, Dzierżoniów, Jelenia Góra, Leszno, Łódź, Wrocław), a równocześnie miała miejsce Żywiecka Majówka Petanque, na którą przyjechali gracze z kilku innych ośrodków (Dębica, Katowice, Łódź, Myślenice, Warszawa).
Oprócz Międzynarodowego Festiwalu Pétanque w Jedlinie-Zdroju organizowane są inne zawody w otwartej formule międzynarodowej – w latach 2008–2011 zawody Centrope Cup, a od zimy 2010/2011 Zimowe Grand Prix – Jedlina-Zdrój.

## Gdańsk
Wzrost zainteresowania pétanque na północy kraju spowodował, że w roku 2011 do grona ośrodków organizujących festiwal jako imprezę popularyzująca pétanque dołączył Gdańsk. Pierwszy festiwal w Gdańsku poświęcony został ekologii i towarzyszyły mu liczne imprezy w całym Trójmieście. Patronat objęła telewizja Pomorska TV.